# Relations entre l'Algérie et les États-Unis
Les relations entre l'Algérie et les États-Unis sont les relations bilatérales étatiques entre la République démocratique populaire d'Algérie et les États-Unis d'Amérique.

## Présentation

### Représentations officielles

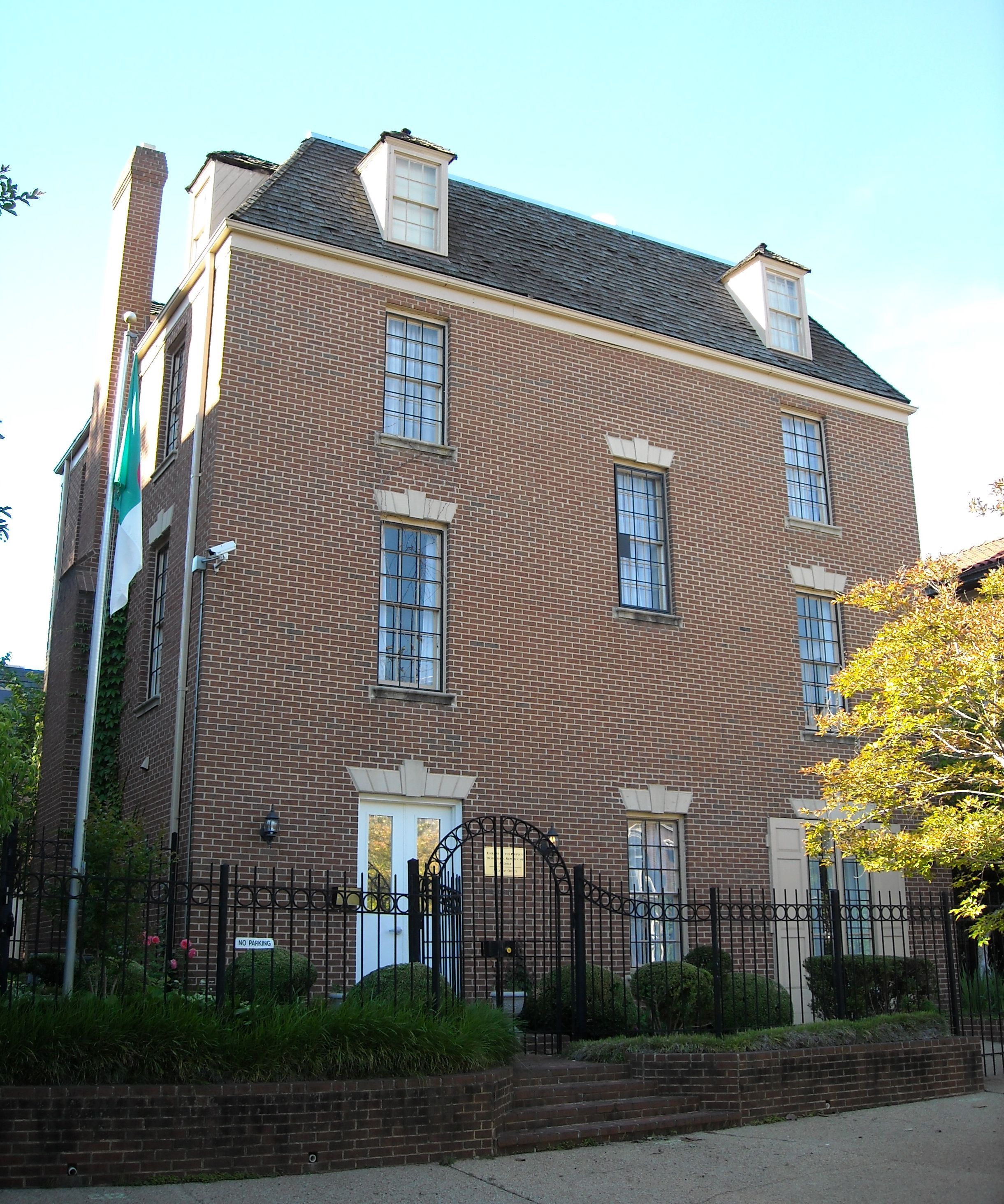
L'ambassade algérienne à Washington D.C., aux États-Unis.

La présence officielle des États-Unis en Algérie est en pleine expansion, après plus d'une décennie de pénurie de personnel, reflétant l'amélioration générale de l'environnement de sécurité. Au cours des trois dernières années, l'ambassade des États-Unis a évolué vers des opérations plus normales et fournit maintenant la plupart des services de l'ambassade aux communautés américaine et algérienne.
L'ambassade des États-Unis en Algérie est située dans la Villa Montfeld au 4, Chemin Cheikh Bachir El-Ibrahimi, Alger.
L'ambassade d’Algérie aux États-Unis est située au 2118 Kalorama Road, Washington D.C.

### Comparaison entre les deux pays
|                                  | République algérienne démocratique et populaire        | États-Unis d'Amérique                                                                |
| -------------------------------- | ------------------------------------------------------ | ------------------------------------------------------------------------------------ |
| Superficie (km²)                 | 2 381 741 km2                                          | 9 629 048 km2                                                                        |
| Population                       | 45 600 000 hab.                                        | 329 316 000 hab.                                                                     |
| Densité de population (hab./km²) | 16 hab./km2                                            | 33 hab./km2                                                                          |
| Capitale                         | Alger                                                  | Washington                                                                           |
| Plus grande ville                | Alger – 3 154 792 hab. (7 796 923 aire métropolitaine) | New York – 8 175 133 hab. (18 897 109 aire métropolitaine)                           |
| Autres grandes villes            | Oran, Constantine, Annaba, Sétif, Béchar...            | Los Angeles, Chicago, San Francisco, Boston, Miami...                                |
| Gouvernement                     | République unitaire semi-présidentielle                | République fédérale à régime présidentiel                                            |
| Langue officielle                | Arabe & Berbère                                        | Anglais (de facto)                                                                   |
| Religions principales            | 97.9 % Islam, 1.8 % sans religion 0.2 % christianisme  | 71 % christianisme, 23 % sans religion 1,9 % judaïsme, 0,9 % islam, 0,7 % bouddhisme |
| Monnaie                          | Dinar algérien                                         | Dollar américain                                                                     |
| PIB (2018)                       | 173,8 milliards $                                      | 20 494 milliards $                                                                   |
| PIB par habitant (2017)          | 4 300 $                                                | 59 495 $                                                                             |
| IDH                              | 0,759 (2019)                                           | 0,920 (2019)                                                                         |

## Histoire

### À l’époque du Royaume d’Alger

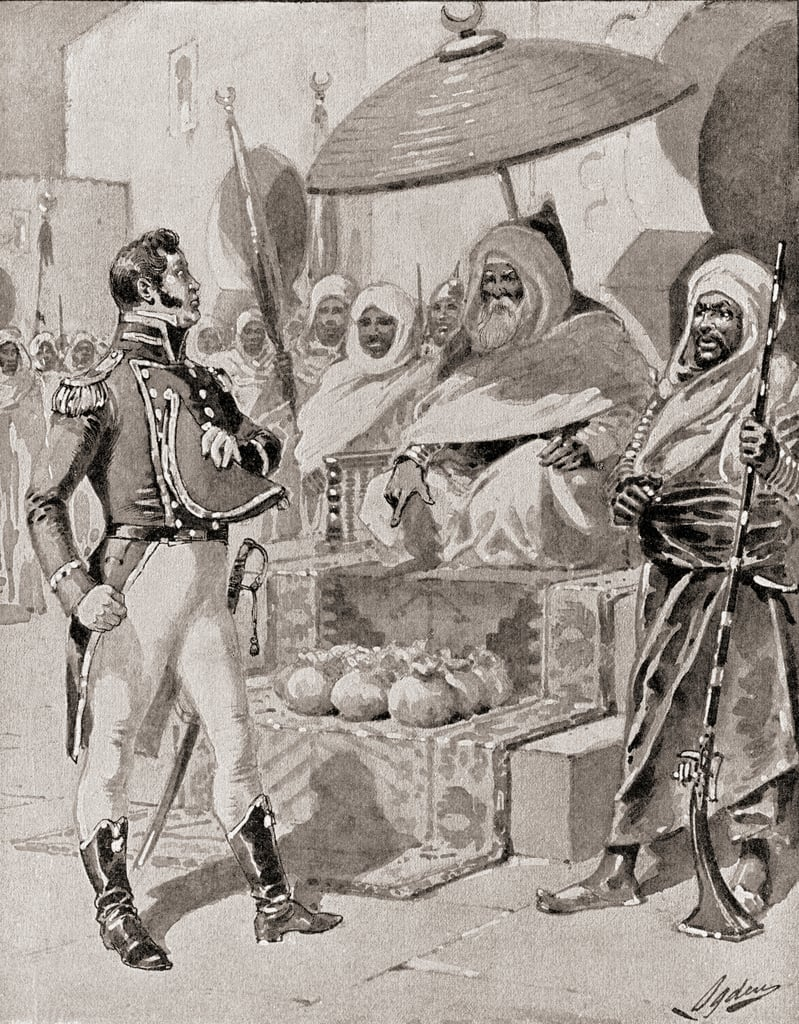
Le capitaine Bainbridge versant un tribut au dey Moustapha (v.1800)

L'Algérie et les États-Unis ont une longue histoire de liens positifs. La plus ancienne colonie permanente établie par les Européens aux États-Unis, Saint Augustine en Floride, fondée par les Espagnols le 8 septembre 1565, sous la conduite de l'amiral Pedro Menéndez de Avilés, la ville est aussi le plus ancien établissement d'origine européenne resté continuellement occupé sur le territoire continental des États-Unis,. L'amiral donna à l'endroit le nom de l'évêque Augustin, en souvenir de l'instant où ses équipages avaient vu pour la première fois la terre de Floride, le jour de la Saint-Augustin (28 août).
Les puissances maritimes européennes ont payé le tribut exigé par les dirigeants des États corsaires d'Afrique du Nord (Alger, Tunis, Tripoli) pour prévenir les attaques sur leur cargaison par les corsaires. Plus couverts par les paiements de tributs anglais après la révolution américaine, des navires marchands des États-Unis ont été saisis et les marins réduits en esclavage dans les années qui ont suivi l'indépendance. En 1794, le Congrès américain a alloué des fonds pour la construction de navires de guerre pour contrer la menace corsaire en Méditerranée. En dépit des préparatifs navals, les États-Unis ont conclu un traité avec le dey d'Alger, en 1797, garantissant le paiement du tribut s'élevant à 10 millions de dollars américains sur une période de douze ans en échange d'une promesse que les corsaires algériens ne dérangeraient pas les flottes des États-Unis. Les paiements de rançons et de tributs aux États corsaires s'élevaient à 20 % des revenus annuels du gouvernement américain en 1800.
Le 5 septembre 1795, lorsque les deux pays ont signé le traité de paix et d'amitié entre les États-Unis et la régence d'Alger, quelques années après la reconnaissance officielle de l'indépendance de la jeune république américaine par la Régence (1783), l'Algérie a été parmi les premiers pays à reconnaître l'indépendance des États-Unis.
Les guerres napoléoniennes du début du XIXe siècle ont détourné l'attention des puissances maritimes pour la suppression de ce qu'ils ont péjorativement appelé le piratage. Mais quand la paix fut rétablie en Europe, en 1815, Alger s'est retrouvé en guerre contre l'Espagne, les Pays-Bas, la Prusse, le Danemark-Norvège, l'Empire russe, et le royaume de Naples. En mars de cette année, dans ce qui est devenu le Seconde guerre barbaresque, le Congrès des États-Unis a autorisé des actions navales contre la Côte des Barbaresques, les alors indépendants États musulmans d'Alger, de Tunis et de Tripoli. Le Contre-Amiral Stephen Decatur a été envoyé avec un escadron de dix navires de guerre pour assurer la sécurité des flottes des États-Unis en Méditerranée, et pour forcer une fin au paiement des tributs. Après la capture de plusieurs corsaires et leurs équipages, Decatur a navigué dans le port d'Alger, a menacé la ville avec ses armes, et a conclu un traité favorable dans lequel le dey a convenu de cesser les demandes pour le tribut, de payer des réparations pour les dommages aux biens américains, de relâcher les prisonniers américains sans rançon, et d'interdire la poursuite de l'interférence du commerce des États-Unis par des corsaires algériens. À peine Decatur était parti pour Tunis pour faire respecter un tel accord que le dey a répudier le traité. L'année suivante, une flotte anglo-néerlandaise, commandée par l'amiral britannique Edward Pellew, a effectué un bombardement de neuf heures sur Alger. L'attaque a immobilisé beaucoup des corsaires du dey et a obtenu de lui un second traité, qui a réaffirmé les conditions imposées par Decatur. En outre, le dey a convenu de mettre fin à la pratique de l'esclavage des Chrétiens.

### Époque coloniale
En 1860 à Damas, le leader de la résistance algérienne l'émir Abdelkader a sauvé des massacres la vie de dizaines de milliers de Chrétiens, y compris le personnel du consulat américain. Le président Lincoln a honoré l'Émir Abdelkader comme un grand humanitaire pour cette réalisation.
Le 2 juillet 1957, le sénateur John F. Kennedy s'était prononcé en faveur de l'indépendance de l'Algérie, alors que le pays était sous la colonisation française, le jeune sénateur de l'État du Massachusetts, John Fitzgerald Kennedy devant le Sénat des États-Unis, prononce un discours important, devenu célèbre aux États-Unis sous le nom de The Algerian Speech. Il constitue la première contribution politique se prononçant pour l'indépendance de l'Algérie et émanant d'une figure telle que John F. Kennedy. Cependant, malgré le soutien diplomatique du Congrès américain en faveur de l’indépendance, les américains ont toutefois vendu des avions de guerre à la France, notamment le fameux  Douglas A-26 Invader et le C-47 Skytrain.

## Situation depuis 1962

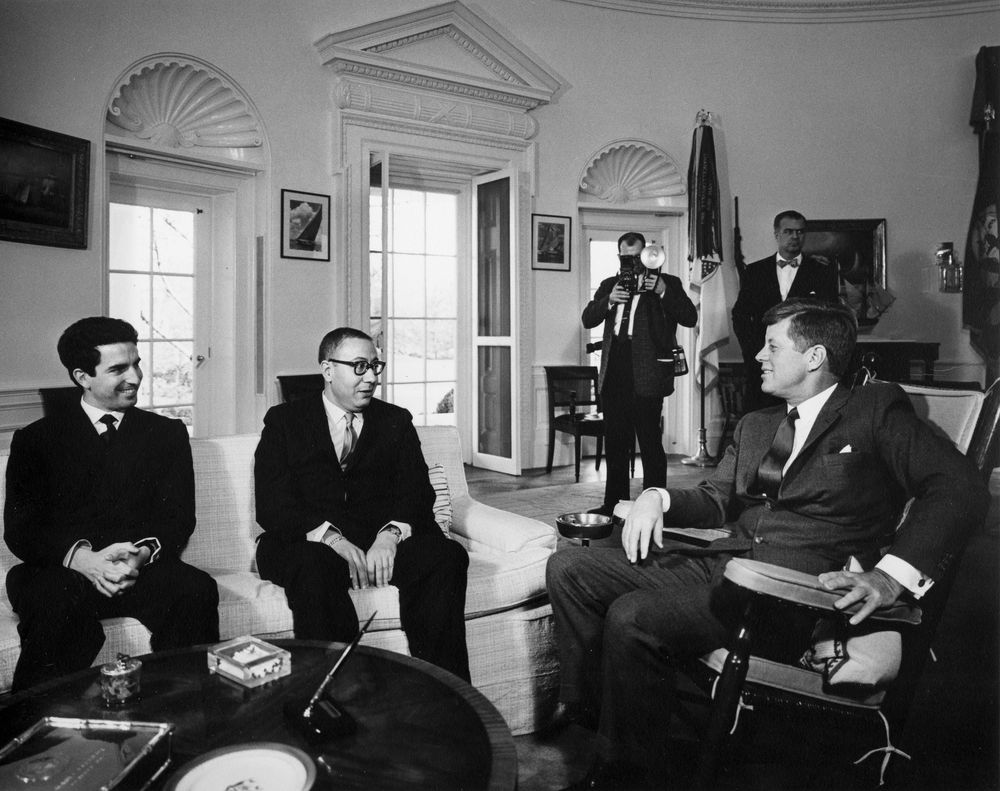
Le président John F. Kennedy avec le représentant spécial algérien, M'Hamed Yazid.

En 1979, l'Algérie a fourni la totalité de la force de sa diplomatie et l'influence politique pour garantir la liberté de 52 otages américains en Iran. Le 2 janvier 1981, les otages ont été libérés à la suite d'une médiation algérienne, saluée par les autorités américaines.
Lorsque les États-Unis sont attaqués, en septembre 2001, l'Algérie a été l'un des premiers pays à leur offrir son soutien et a continué à jouer un rôle clé dans la lutte contre le terrorisme. Elle a travaillé en étroite collaboration avec les États-Unis pour éliminer le terrorisme transnational. Le président Abdelaziz Bouteflika a salué l'élection du Président Barack Obama et a dit qu'il serait heureux de travailler avec lui à la poursuite de la coopération entre les deux pays. L'intensité de la coopération entre l'Algérie et les États-Unis est illustrée par le nombre et la fréquence des visites de haut-niveau d'importance effectuées par les responsables civils et militaires des deux pays. Les relations entre l'Algérie et les États-Unis sont entrés dans une nouvelle phase dynamique. Bien que caractérisés par une étroite collaboration sur les questions régionales et internationales d'intérêt commun, les liens entre les deux pays sont également définis par l'importance et le niveau de leur coopération dans le domaine économique.
En juillet 2001, le Président Abdelaziz Bouteflika est devenu le premier président algérien à visiter la Maison-Blanche depuis 1985. Cette visite, suivie d'une deuxième réunion, tenue en novembre 2001, une réunion à New York en septembre 2003, et la participation du Président Abdelaziz Bouteflika au sommet du G8 en juin 2004, sont révélatrices de la relation croissante entre les États-Unis et l'Algérie. Depuis les attentats du 11 septembre 2001 aux États-Unis, des contacts dans des domaines clés d'intérêt commun, y compris l'application de la loi et la coopération sur la lutte anti-terrorisme, se sont intensifiés. L'Algérie a publiquement condamné les attaques terroristes sur les États-Unis et a été très favorables à la guerre internationale contre le terrorisme. Les États-Unis et l'Algérie se consultent étroitement sur les principales questions internationales et régionales. Le rythme et la portée des visites de haut niveau se sont accélérés. En avril 2006, le Ministre des Affaires Étrangères Bedjaoui a rencontré la secrétaire d’État américaine Condoleezza Rice.
En août 2005, alors Président du Comité des affaires étrangères du Sénat américain, le Sénateur Richard G. Lugar, a conduit une mission présidentielle en Algérie et au Maroc pour superviser la libération de 404 prisonniers de guerre marocains restants détenus par le Front Polisario en Algérie. Leur libération a supprimé un obstacle bilatéral de longue date entre l'Algérie et le Maroc.
Le nombre de sociétés américaines, déjà actives, ou en examen de projets d'entreprises en Algérie a augmenté de façon significative au cours des dernières années, reflétant la confiance croissante dans le marché et les institutions algériennes. Les officiers supérieurs de l'armée algérienne, y compris son chef de cabinet et le secrétaire général du ministère de la Défense, ont effectué des visites officielles aux États-Unis. L’Algérie a accueilli des visites de l'US Navy et de la Garde Côtière et a pris part avec les États-Unis aux exercices navals conjoints de l'OTAN.
L'augmentation du niveau de coopération et d'échanges entre l'Algérie et les États-Unis a généré des accords bilatéraux dans de nombreux domaines, y compris l'accord de Coopération scientifique et technologique, signé en janvier 2006. Un accord a été récemment conclu entre le gouvernement algérien et le gouvernement des États-Unis, qui est entré en vigueur le 1er novembre 2009, en vertu duquel la durée maximale de validité pour plusieurs catégories de visas accordés aux citoyens algériens venant aux États-Unis a été prolongée jusqu'à 24 mois. Un traité d'assistance judiciaire mutuelle et un Accord de coopération douanière sera également signé prochainement.
Le 8 juillet 2012, le Soummam 937 est le premier navire des Forces navales algériennes à se rendre aux États-Unis.
Le 20 janvier 2013, le département d'État américain a émis un avertissement aux citoyens des États-Unis pour l'Algérie en réponse à la prise d'otages d'In Amenas.
Le 30 mars 2022, le secrétaire d'état américain Anthony Blinken s'est entretenu avec son homologue Ramtane Lamamra au siège du Ministère algérien Affaires étrangères sur les opportunités de renforcement du partenariat entre l'Algérie et les États-Unis et les moyens de renforcement de l'engagement à promouvoir la paix et la stabilité sur les plans régional et international.
Le 9 août 2023, le ministre algérien des Affaires étrangères Ahmed Attaf en visite aux États-Unis a rencontré son homologue américain Anthony Blinken. Les discussions ont porté sur le partenariat algéro-américain et plusieurs questions d’intérêt commun notamment la stabilité au Sahel. Par ailleurs, le secrétaire d'état américain Anthony Blinken a félicité Ahmed Attaf après l’élection de l’Algérie comme membre non permanent au Conseil de sécurité des Nations unies pour la période 2024-2025, et a souligné la volonté des États-Unis de travailler étroitement avec l’Algérie dans toutes les questions traitées par le Conseil de sécurité
Le 3 septembre 2023, le Secrétaire général du ministère algérien des Affaires étrangères, Lounès Magramane, a reçu le sous-secrétaire d'Etat américain adjoint, Joshua Harris. Les deux parties ayant évoqué les moyens et les perspectives de soutien aux efforts des Nations unies en faveur d'une solution politique à la question du Sahara occidental qui garantisse le droit du peuple sahraoui à l'autodétermination, outre les derniers développements au Sahel, notamment le Coup d'État au Niger.
Le 11 octobre 2023, s'est tenue à Washington la 6ème session du dialogue stratégique algéro-américain. Cette session a été coprésidée par le secrétaire général du ministère des Affaires étrangères et de la Communauté nationale à l’étranger, Lounes Magramane et la secrétaire adjointe américaine chargée du Bureau des affaires du Proche-Orient, Barbara A. Leaf. Les discussions ont porté sur l'évaluation de leur partenariat et de discuter les perspectives de la coopération bilatérale, ainsi que les questions régionales d’intérêt commun
Le 29 février 2024, le président américain Joe Biden a proposé Joshua Harris, sous-secrétaire d'État américain aux affaires nord-africaines, en tant que nouvel ambassadeur des États-Unis en Algérie, en remplacement de l'ambassadrice Elizabeth Moore Aubin (en), qui occupait ce poste depuis le 9 février 2022, selon un communiqué de presse publié sur le site officiel de la Maison-Blanche,. Lors de sa dernière visite à Alger le 9 décembre 2023 en tant que secrétaire d'état adjoint aux affaires nord-africaines, Joshua Harris a déclaré que « les États-Unis sont très concentrés sur la réussite du processus de l’ONU au Sahara occidental ».

## Domaines de coopération

### Commerce
En 2006, les investissements directs en Algérie ont totalisé 5,3 milliards de dollars, principalement dans le secteur pétrolier, les entreprises américaines dominant. Les entreprises américaines sont aussi actives dans les secteurs bancaires et financiers, des services, des produits pharmaceutiques, équipements médicaux, des télécommunications, de l'aviation, le dessalement de l'eau de mer, la production d'énergie, et des technologies de l'information. L'Algérie est le 3e plus grand marché des États-Unis dans la région MENA. Les exportations des États-Unis vers l'Algérie ont totalisé 1,2 milliard de dollars en 2005, soit une augmentation de plus de 50 % depuis 2003. Les importations des États-Unis depuis l'Algérie ont augmenté de 4,7 milliards de dollars en 2002 à 10,8 milliards de dollars en 2005, principalement dans le pétrole et le gaz naturel liquéfié (GNL). En mars 2004, le Président Bush a désigné l'Algérie comme un pays bénéficiaire pour le traitement hors taxe en vertu du Système généralisé de préférences (SGP).
En juillet 2001, les États-Unis et l'Algérie ont signé un accord-cadre sur le commerce et l'investissement qui établit des principes communs sur lesquels la relation économique est fondée et forme une plate-forme pour la négociation d'un traité bilatéral d'investissement (TBI) et d'un accord de libre-échange (ALE). Les deux gouvernements se réunissent régulièrement pour discuter des politiques commerciales et d'investissement et les possibilités de renforcer les relations économiques. Dans le cadre du Partenariat économique entre les États-Unis et l'Afrique du Nord, les États-Unis ont fourni environ 1 million de dollars d'assistance technique à l'Algérie en 2003. Ce programme a soutenu et encouragé le programme de réforme économique algérien et incluait un soutien pour les négociations d'adhésion à l'Organisation mondiale du commerce, la gestion de la dette, et l'amélioration du climat d'investissement. En 2003, les programmes du Partenariat ont été mis dans les activités de le Middle East Partnership Initiative (MEPI), urnissent des fonds pour les programmes de développement politiques et économique en Algérie.
En 2024, les échanges commerciaux entre les deux pays sont de 3,5 milliards de dollars. Les exportations des États-Unis vers l'Algérie ont baissé de 15,5%, de même les exportations d'Alger vers les États-Unis ont diminué de 18,7%. À compter de 2025 la taxe sur les produits algériens vers les États-Unis augmente de 18,9 % à 30 %. Cette perte de compétitivité va obliger Alger a chercher d'autres débouchés pour les exportations concernés qui sont essentiellement les produits pétroliers, le fer forgé, les engrais et les ciments,,.

### Militaire
La coopération entre les forces armées algériennes et les forces armées des États-Unis continue de croître. Les échanges entre les deux côtés sont fréquents, et l'Algérie a accueilli des responsables militaires supérieurs américains. En mai 2005, les États-Unis et l'Algérie ont mené leur premier dialogue militaire conjoint officiel à Washington D.C.; le second dialogue militaire conjoint a eu lieu à Alger en novembre 2006. Le Commandant Suprême des forces Alliées en Europe de l'OTAN et le Commandant des forces américaines en Europe, le général James L. Jones, s'est rendu en Algérie en juin et en août 2005, et le secrétaire de la Défense Donald Rumsfeld s'est rendu en Algérie en février 2006. Les États-Unis et l'Algérie ont également procédé à des exercices bilatéraux navals et des Forces Spéciales, et l'Algérie a accueilli la visite de navires de l'US Navy et de la Garde Côtière Les États-Unis ont un programme modeste d'Éducation militaire internationale et de Formation ($824,000 au cours de l’année fiscale 2006) pour la formation du personnel militaire algérien aux États-Unis et l'Algérie participe à la Trans-Sahara Counter-Terrorism Partnership (TSCTP).
Le 6 septembre 2023, le général d’armée Saïd Chengriha, Chef d'état-major de l'Armée nationale populaire, a reçu un appel téléphonique du directeur de la Central Intelligence Agency (CIA), William Joseph Burns. Le communiqué du Ministère algérien de la Défense nationale à fait savoir que « les deux parties ont fait part de leur volonté commune de consolider les liens de coopérations et de coordination entre les deux pays dans le volet sécuritaire. Les discussions ont également constitué une opportunité pour les deux parties d’exprimer leur satisfaction du niveau de coordination sécuritaire atteint, notamment dans le domaine de la lutte antiterroriste ».
Du 4 au 6 décembre 2023, s'est tenu à Washington le dialogue militaire conjoint entre l'Algérie et les États-Unis qui s’inscrit dans le cadre de la coopération bilatérale en matière de défense. Les délégations des deux pays ont été présidées côté algérien par le Général-Major Mounir Zahi et côté américain par la sous-secrétaire à la défense par intérim pour les affaires africaines Jennifer Zakriski. Cette rencontre a porté sur un projet de protocole d’accord sur la coopération militaire entre les deux pays en vue d’une signature prévue au début de 2024. Et au-delà de ce projet de protocole d’accord, les délégations ont abordé les questions de sécurité régionale, maritime et de cyber sécurité, ainsi que les questions liées à la résilience aux catastrophes, les efforts de lutte contre le terrorisme et le partage d’informations. Une table ronde consacrée à l’industrie militaire s’est tenue avec des fournisseurs d’équipements militaires américains afin d’explorer la diversification des fournisseurs pour Armée nationale populaire.
Le média espagnol La Razón révèle que l'Algérie a interdit le 10 décembre 2023, le survol d'un avion militaire américain Boeing C-17 Globemaster III sur son espace aérien.
Le 22 janvier 2025, l'Algérie et les États-Unis ont signé un protocole d’accord pour accroître la coopération militaire.L’accord a été formalisé lors d’une réunion entre le ministre délégué auprès du ministre de la Défense nationale, Chef d'Etat-major de l'Armée nationale populaire (ANP), Saïd Chengriha, et Michael Langley (en), qui dirige le commandement américain pour l’Afrique (AFRICOM). Cet accord donne la priorité au développement des liens militaires et reflète un engagement commun en faveur de la sécurité régionale.

### Éducation et culture

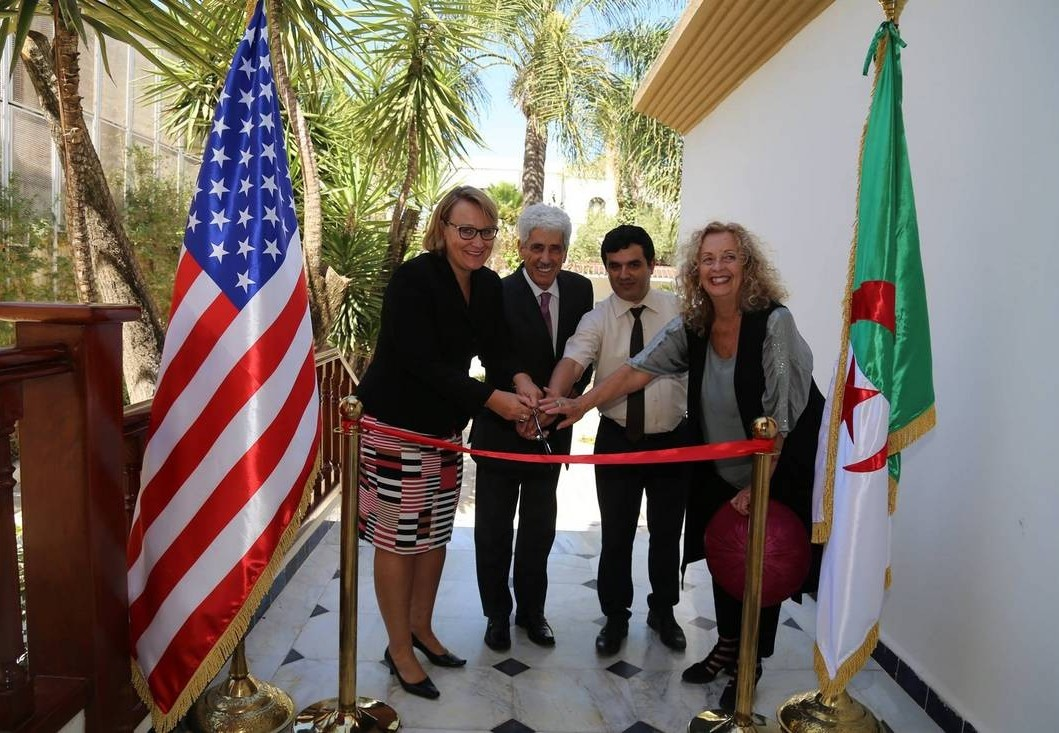
Inauguration de l'Ecole Internationale Américaine d'Alger.

La première collaboration américaine et algérienne dans le domaine de l'éducation a commencé en 1959 quand l’Institut de l'éducation internationale a collaboré avec l' Association nationale des étudiants, en 1959, pour amener les étudiants algériens à étudier dans nos universités. Après l'indépendance, il a créé l'Institut d'ingénierie électrique et d'électronique, le seul institut en Afrique du Nord qui utilise une façon anglo-saxonne d'enseigner.
Les États-Unis ont mis en œuvre des programmes de relations universitaires modestes et les a placé deux diplômés anglophones, les premiers depuis 1993, et le ministère de l'Éducation afin de les aider dans le développement de cours d'anglais comme deuxième langue au Centre de formation Ben Aknoun. En 2006, l'Algérie a de nouveau été le récipiendaire d'une bourse dans le cadre d'Ambassadors Fund for Cultural Preservation. Ce fond a versé une subvention de $106,110 pour restaurer la Mosquée El Pacha d'Oran. L’Algérie a également reçu une subvention de 80 000$ pour financer des micro-bourses d'études pour concevoir et mettre en œuvre un programme de langue anglais américain pour les élèves algérien du secondaire dans les quatre grandes villes.
Le financement initial par le biais de la Middle East Partnership Initiative (MEPI) a été alloué pour soutenir le travail du développement de la société civile algérienne par le biais de la programmation qui offre une formation aux journalistes, hommes d'affaires, législateurs, modérateurs Internet, et les chefs des principales organisations non gouvernementales. Un financement supplémentaire par le fond des droits de l'homme et de la démocratie du département d'État américain aidera des groupes de la société civile sur les questions des disparus, de l'Islam et de la démocratie.